# Koltiv, Zolociv
Koltiv (în ucraineană Колтів) este localitatea de reședință a comunei Koltiv din raionul Zolociv, regiunea Liov, Ucraina.

## Demografie
Componența lingvistică a localității Koltiv
     Ucraineană (99,06%)
     Alte limbi (0,7%)
Conform recensământului din 2001, majoritatea populației localității Koltiv era vorbitoare de ucraineană (99,06%), existând în minoritate și vorbitori de alte limbi.